# Gliadina

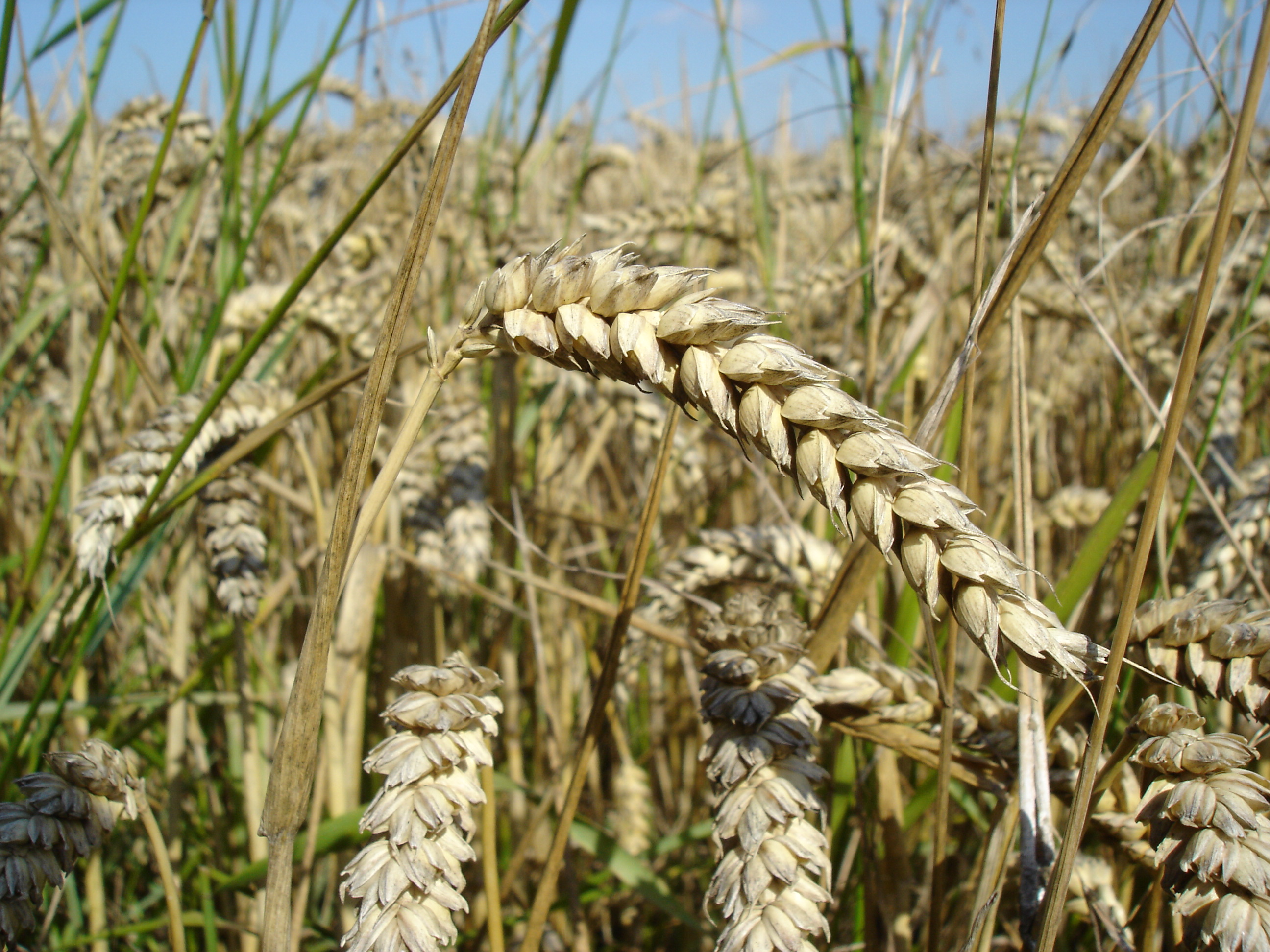
Espigues de blat

La gliadina és una glucoproteïna present al blat i d'altres cereals dintre del gènere Triticum. Les gliadines són prolamines i es distingeixen basant-se en la seva motilitat electroforètica i el seu enfocament isoelèctric.

## Tipus
- α - /β - Gliadines - solubles en alcohols de baix percentatge.
- γ - Gliadines - forma ancestral de la gliadina rica en cisteïna amb ponts disulfur únicament intracatenaris.
- ω - gliadines - soluble en acetonitrils acídics d'alt percentatge (30-50%).

## Metabolisme
Les gliadines són conegudes pel seu rol, juntament amb la glutenina, a la formació del gluten. Aquestes proteïnes són essencials a permetre que el pa s'aixequi durant la seva preparació i li dona la seva forma durant la cocció. Estan associades a una de les més importants patologies alimentàries, com la malaltia celíaca a individus que són sensitius a les gliadines α, β i γ